# Quarterback titolari dei Las Vegas Raiders
Questi quarterback sono partiti come titolari per i Las Vegas Raiders della National Football League. Sono inseriti in ordine di data a partire dalla prima partenza come titolari nei Raiders.

## Quarterback titolari
Lista di tutti i quarterback titolari degli Oakland Raiders. Il numero tra parentesi indica il numero di gare da titolare giocate nella stagione:

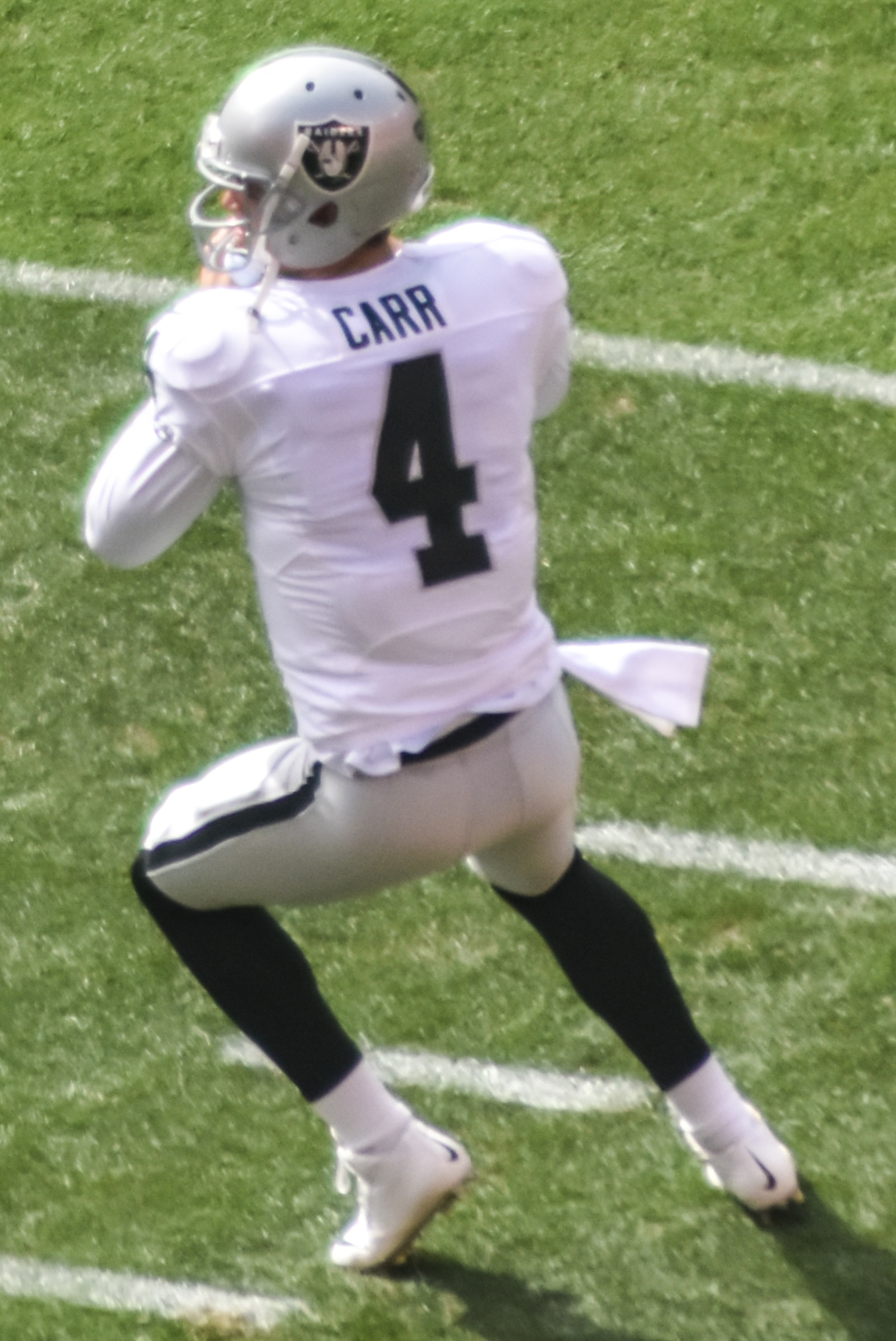
Derek Carr, 2014-2022

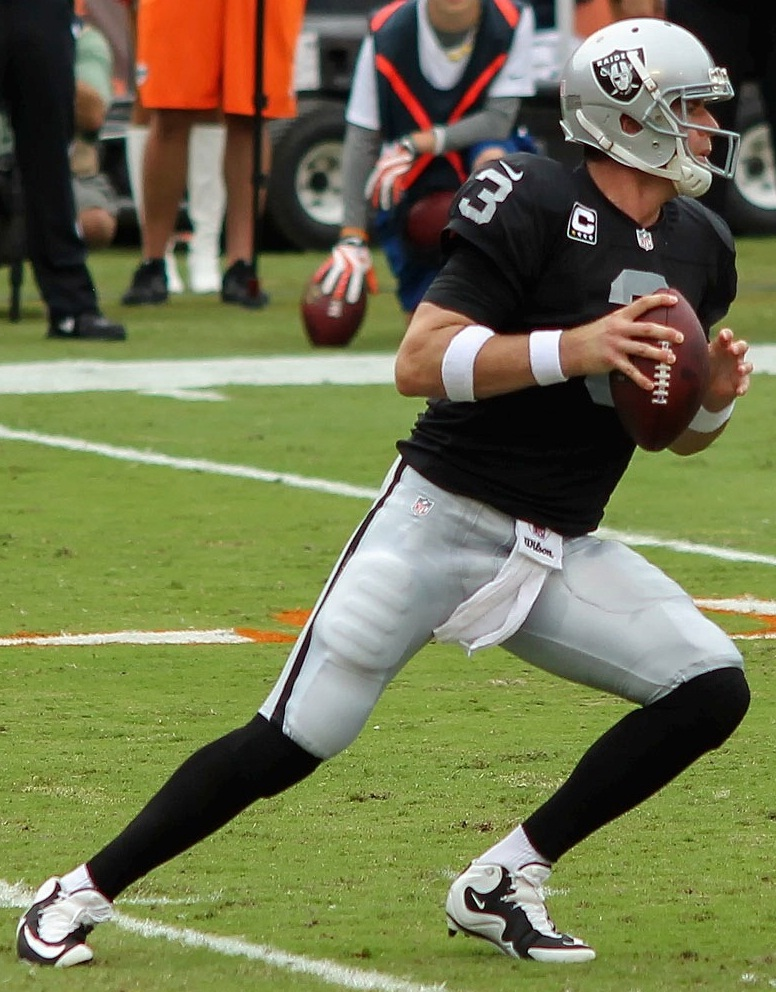
Carson Palmer, 2011-2012

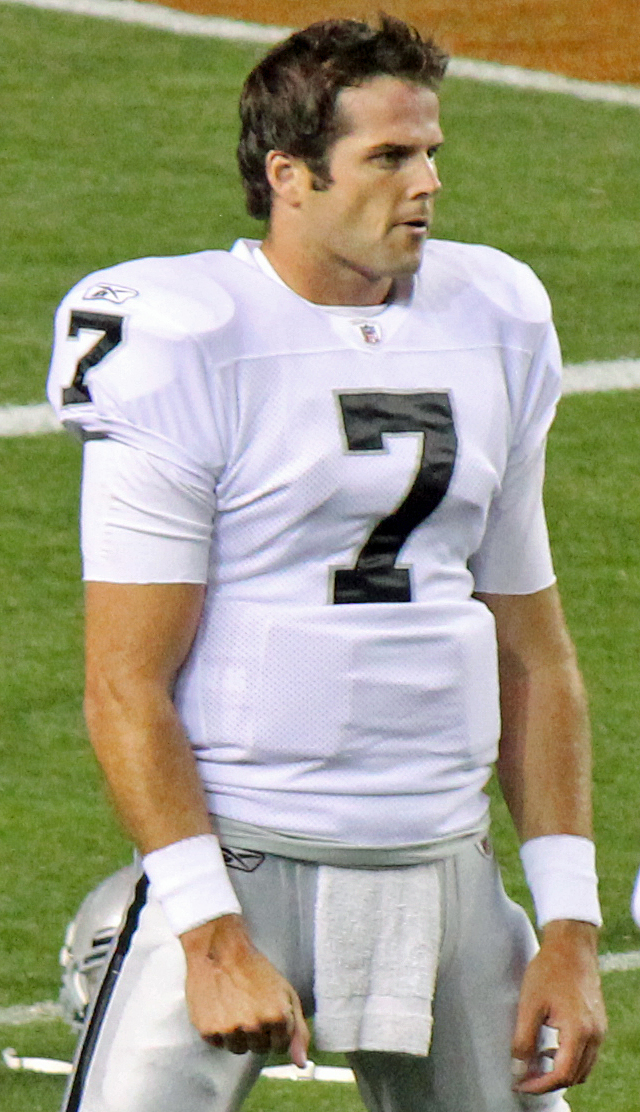
Kyle Boller, 2011

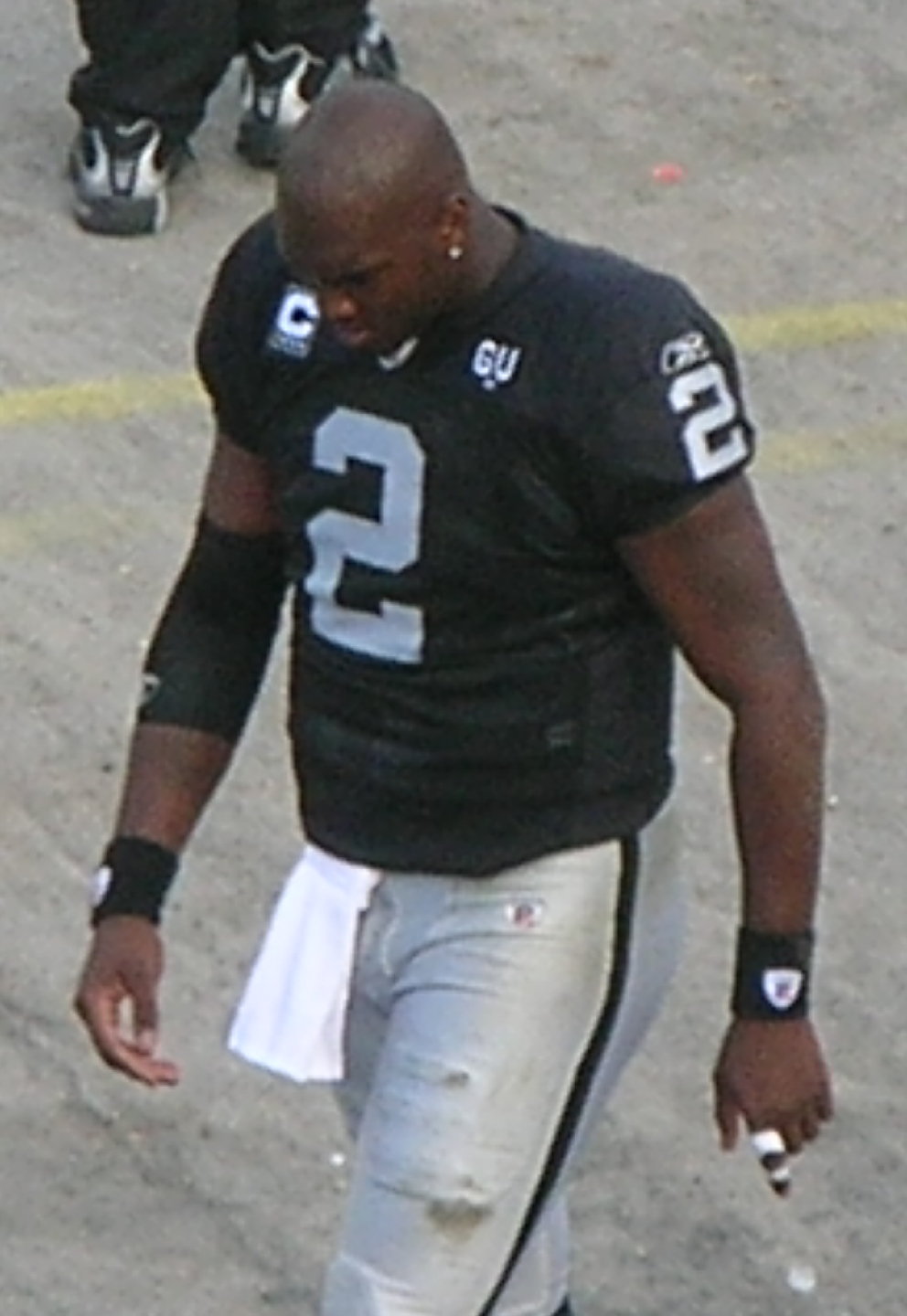
JaMarcus Russell, 2007-2009

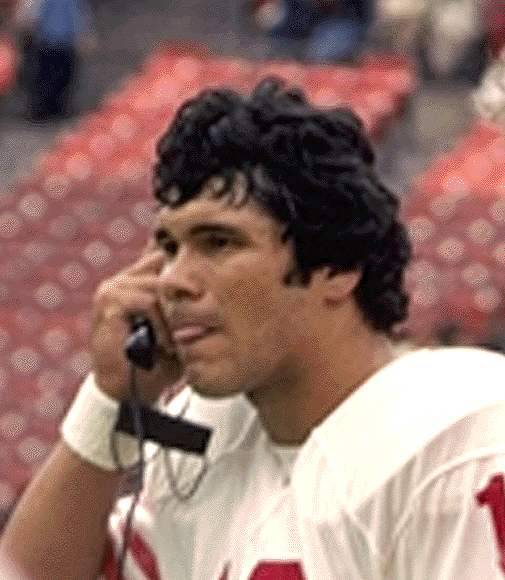
Jim Plunkett, 1980-1986

| Quarterback titolari degli Oakland Raiders |                                                                |             |
| Denominazione                              | Anno                                                           | Quarterback |
| Oakland Raiders                            |                                                                |             |
| 2018                                       | Derek Carr (16)                                                |             |
| 2017                                       | Derek Carr (15) / E.J. Manuel (1)                              |             |
| 2016                                       | Derek Carr (15) / Matt McGloin (1)                             |             |
| 2015                                       | Derek Carr (16)                                                |             |
| 2014                                       | Derek Carr (16)                                                |             |
| 2013                                       | Terrelle Pryor (9) / Matt McGloin (6) / Matt Flynn (1)         |             |
| 2012                                       | Carson Palmer (15) / Terrelle Pryor (1)                        |             |
| 2011                                       | Carson Palmer (9) / Jason Campbell (6) / Kyle Boller (1)       |             |
| 2010                                       | Jason Campbell (12) / Bruce Gradkowski (4)                     |             |
| 2009                                       | JaMarcus Russell (9) / Bruce Gradkowski (4) / Charlie Frye (3) |             |
| 2008                                       | JaMarcus Russell (15) / Andrew Walter (1)                      |             |
| 2007                                       | Josh McCown (9) / Daunte Culpepper (6) / JaMarcus Russell (1)  |             |
| 2006                                       | Andrew Walter (8) / Aaron Brooks (8)                           |             |
| 2005                                       | Kerry Collins (15) / Marques Tuiasosopo (1)                    |             |
| 2004                                       | Kerry Collins (13) / Rich Gannon (3)                           |             |
| 2003                                       | Rick Mirer (8) / Rich Gannon (7) / Marques Tuiasosopo (1)      |             |
| 2002                                       | Rich Gannon (16)                                               |             |
| 2001                                       | Rich Gannon (16)                                               |             |
| 2000                                       | Rich Gannon (16)                                               |             |
| 1999                                       | Rich Gannon (16)                                               |             |
| 1998                                       | Jeff George (7) / Donald Hollas (6) / Wade Wilson (3)          |             |
| 1997                                       | Jeff George (16)                                               |             |
| 1996                                       | Jeff Hostetler (13) / Billy Joe Hobert (3)                     |             |
| 1995                                       | Jeff Hostetler (11) / Vince Evans (3) / Billy Joe Hobert (2)   |             |
| Los Angeles Raiders                        |                                                                |             |
| 1994                                       | Jeff Hostetler (16)                                            |             |
| 1993                                       | Jeff Hostetler (15) / Vince Evans (1)                          |             |
| 1992                                       | Jay Schroeder (9) / Todd Marinovich (7)                        |             |
| 1991                                       | Jay Schroeder (15) / Todd Marinovich (1)                       |             |
| 1990                                       | Jay Schroeder (16)                                             |             |
| 1989                                       | Jay Schroeder (9) / Steve Beuerlein (7)                        |             |
| 1988                                       | Jay Schroeder (8) / Steve Beuerlein (8)                        |             |
| 1987                                       | Marc Wilson (7) / Rusty Hilger (5) / Vince Evans (3)           |             |
| 1986                                       | Marc Wilson (8) / Jim Plunkett (8)                             |             |
| 1985                                       | Marc Wilson (13) / Jim Plunkett (3)                            |             |
| 1984                                       | Marc Wilson (10) / Jim Plunkett (6)                            |             |
| 1983                                       | Jim Plunkett (13) / Marc Wilson (3)                            |             |
| 1982                                       | Jim Plunkett (9)                                               |             |
| Oakland Raiders                            |                                                                |             |
| 1981                                       | Marc Wilson (9) / Jim Plunkett (7)                             |             |
| 1980                                       | Jim Plunkett (11) / Dan Pastorini (5)                          |             |
| 1979                                       | Ken Stabler (16)                                               |             |
| 1978                                       | Ken Stabler (16)                                               |             |
| 1977                                       | Ken Stabler (13) / Mike Rae (1)                                |             |
| 1976                                       | Ken Stabler (12) / Mike Rae (2)                                |             |
| 1975                                       | Ken Stabler (13) / Larry Lawrence (1)                          |             |
| 1974                                       | Ken Stabler (13) / Larry Lawrence (1)                          |             |
| 1973                                       | Ken Stabler (11) / Daryle Lamonica (3)                         |             |
| 1972                                       | Daryle Lamonica (13) / Ken Stabler (1)                         |             |
| 1971                                       | Daryle Lamonica (13) / Ken Stabler (1)                         |             |
| 1970                                       | Daryle Lamonica (14)                                           |             |
| 1969                                       | Daryle Lamonica (16)                                           |             |
| 1968                                       | Daryle Lamonica (13) / George Blanda (1)                       |             |
| 1967                                       | Daryle Lamonica (14)                                           |             |
| 1966                                       | Tom Flores (10) / Cotton Davidson (4)                          |             |
| 1965                                       | Tom Flores (11) / Dick Wood (3)                                |             |
| 1964                                       | Tom Flores (7) / Cotton Davidson (7)                           |             |
| 1963                                       | Tom Flores (9) / Cotton Davidson (5)                           |             |
| 1962                                       | Cotton Davidson (12) / Hunter Enis (1) / Don Heinrich (1)      |             |
| 1961                                       | Tom Flores (14)                                                |             |
| 1960                                       | Tom Flores (12) / Babe Parilli (2)                             |             |